# Denominazione di origine controllata e garantita

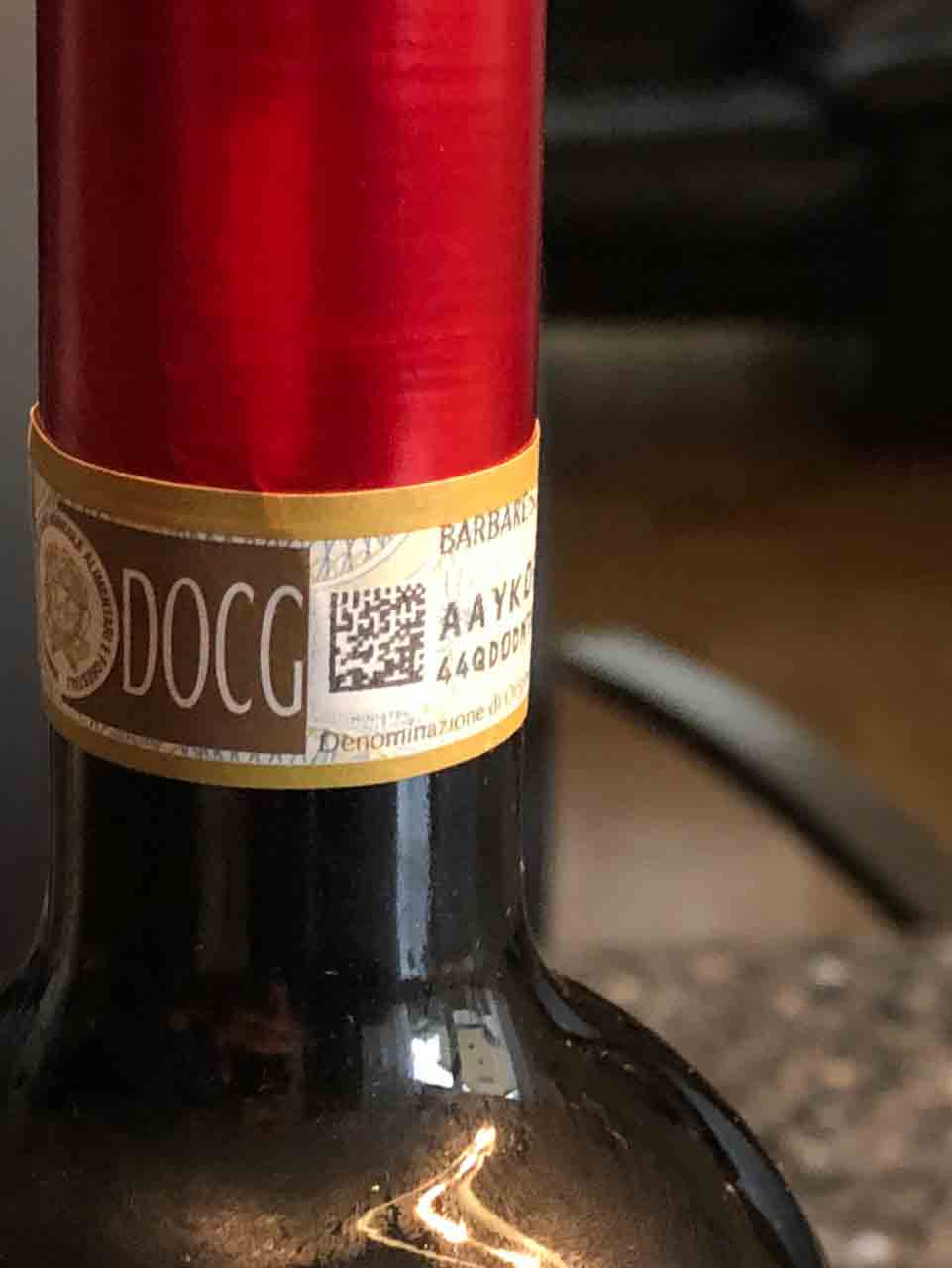
Du Barbaresco avec une inscription DOCG.

La denominazione di origine controllata e garantita, en abrégé DOCG (dénomination d'origine contrôlée et garantie en français en Vallée d'Aoste, région officiellement bilingue français-italien) est une appellation qui certifie l'origine et la qualité d'un vin de qualité supérieure entrant dans la catégorie des DOP en Italie (catégorie européenne désignée par AOP en français). DOC et DOCG regroupées correspondent aux AOC françaises. Le terme « origine » fait référence à un nom géographique d'une production viticole particulière. Ce label est utilisé pour qualifier un produit de qualité et de renom, ayant des caractéristiques associées à l'environnement naturel et anthropique. En droit de l'Union européenne, la dénomination Denominazione di origine controllata e garantita est une mention traditionnelle.
Parmi ces vins, trois sont en général reconnus pour leurs grandes qualités de vieillissement, l'Amarone della Valpolicella, le Barolo, et le Brunello di Montalcino.

## Qualités requises
La catégorie des vins labellés DOCG comprend les vins produits dans des zones géographiques déterminées par un cahier de charge de production, approuvé par un décret ministériel. Les DOCG sont réservés à des vins déjà reconnus comme DOC depuis au moins cinq ans. Ils doivent avoir des qualités intrinsèques particulières par rapport à la moyenne des vins analogues, qu'ils soient dus à des facteurs traditionnels naturels, humains ou historiques. Ils doivent aussi avoir une renommée et une valeur commerciale au niveau national et international.
Ces vins, avant d'être mis dans le commerce, doivent subir en phase de production une première analyse physico-chimique et un examen organoleptique qui certifient le respect du cahier des charges; l'examen organoleptique doit être répété jusqu'à la phase de la mise en bouteille. Enfin une commission spécialisée doit effectuer une analyse sensorielle. Si le vin ne respecte pas ces différents tests, il ne peut être mis dans le commerce sous le label DOCG.

## Par région
Le nombre de DOCG est passé en trois ans de 31 à 73 (les deux dernières à avoir accédé à cette mention étant Val di Cornia et Suvereto, en Toscane). La liste ci-dessous ne tient pas compte des DOCG acceptées depuis 2010.

### Abruzzes
- Montepulciano d'Abruzzo Colline Teramane (rouge, aussi dans la version riserva) produit dans la province de Teramo.

### Basilicate
- Aglianico del Vulture Superiore DOCG (rouge) produit dans la province de Potenza.

### Campanie
- Fiano di Avellino (blanc) produit dans la province de Avellino.
- Greco di Tufo (blanc, existe aussi en version spumante) produit dans la province de Avellino.
- Taurasi (rouge, existe aussi en version riserva) produit dans la province de Avellino.

### Émilie-Romagne
- Albana di Romagna (blanc, existe en version sec, amabile, doux, passito, passito riserva et spumante ) produit dans les provinces de Bologne, Forlì-Césène et Ravenne.

### Frioul-Vénétie Julienne
- Ramandolo (blanc) produit dans la province d'Udine, et plus précisément dans la commune de Faedis

### Latium
- Cesanese del Piglio (rouge, existe en version normale, superiore et riserva) produit dans la province de Frosinone
- Frascati Superiore (blanc) produit dans la région de Rome, dans les communes des Castelli Romani
- Cannellino di Frascati (blanc) produit dans la région de Rome, dans les communes des Castelli Romani

### Lombardie
- Franciacorta (existe en version blanc spumante, rosé spumante et satèn spumante) produit dans la province de Brescia.
- Sforzato di Valtellina ou Sfursat di Valtellina (rouge) produit dans la province de Sondrio.
- Valtellina superiore (rouge, existe en version normale et riserva) avec une éventuelle indication de la zone Inferno, Grumello, Maroggia, Sassella et Valgella, produit dans la province de Sondrio, ou de la zone Stagaflassi avec une mise en bouteille en Suisse.

### Marches
- Conero (rouge) produit dans la province de Ancône.
- Verdicchio dei Castelli di Jesi riserva produit dans la province d'Ancone et de Macerata.
- Verdicchio di Matelica réserva produit dans la province d'Ancone et de Macerata.
- Vernaccia di Serrapetrona (rouge spumante, existe en version doux et sec) produit dans la province de Macerata.

### Ombrie
- Montefalco Sagrantino (rouge, existe en version sec et passito) produit à Montefalco dans la province de Pérouse.
- Torgiano rosso riserva (rouge) produit dans la province de Pérouse.

### Piémont
- Asti en sous appellation Asti spumante (blanc) et Moscato d'Asti (blanc) produit dans les provinces d'Asti, de Coni et d'Alexandrie.
- Barbaresco (rouge, existe en version normale et riserva) produit dans la province de Coni.
- Barolo (rouge, existe en version normale, riserva et chinato) produit dans la province de Coni.
- Brachetto d'Acqui ou Acqui (rouge, existe en version normale et spumante) produit dans les provinces d'Asti et d'Alexandrie.
- Gattinara (rouge, existe en version normale et riserva) produit dans la province de Verceil.
- Cortese di Gavi (blanc, existe en version frizzante, spumante et normale) produit dans la province d'Alexandrie.
- Ghemme (rouge, existe en version normale et riserva) produit dans la province de Novare.
- Roero (blanc, existe en version Roero Arneis et Roero Arneis spumante, rouge existe en version normale et superiore) produit dans la province de Coni.

### Sardaigne
- Vermentino di Gallura (blanc, existe en version normale et superiore) produit dans les provinces de Nuoro et de Sassari.

### Sicile
- Cerasuolo di Vittoria au sud de l'île.

### Toscane
- Brunello di Montalcino (rouge, existe en version normale et riserva) produit dans la province de Sienne.
- Carmignano (rouge, existe en version normale et riserva) produit dans les provinces de Florence et de Prato.
- Chianti (rouge, existe en version normale, riserva et superiore) produit dans les provinces d'Arezzo, de Florence, de Pise, de Pistoia, de Prato et de Sienne ; avec l'éventuelle appellation des zones suivantes :
  - Colli Aretini en version normale, riserva et superiore produit dans la province d'Arezzo.
  - Colli Senesi en version normale, riserva et superiore produit dans la province de Sienne.
  - Colli Fiorentini en version normale, riserva et superiore produit dans la province de Florence.
  - Colline Pisane en version normale, riserva et superiore produit dans la province de Pise.
  - Montalbano en version normale, riserva et superiore produit dans les provinces de Florence, de Pistoia et de Prato.
  - Montespertoli en version normale, riserva et superiore produit dans la province de Pise.
  - Rufina en version normale, riserva et superiore produit dans la province de Florence.
- Chianti Classico (rouge, existe en version normale et riserva) produit dans les provinces de Florence et de Sienne.
- Vernaccia di San Gimignano (blanc, existe en version normale et riserva) produit dans la province de Sienne.
- Vino Nobile di Montepulciano (rouge, existe en version normale et riserva) produit dans la province de Sienne.

### Vénétie
- Amarone della Valpolicella produit dans la province de Vérone.
- Bardolino superiore (rouge) produit dans la province de Vérone.
- Recioto di Soave (blanc, existe en version normale, classico et spumante) produit dans la province de Vérone.
- Soave Superiore (blanc, existe en version normale, classico et riserva) produit dans la province de Vérone.
- SommacaL - Prosecco Superiore produit dans la province de Trévise.